# The Climax (1944)
The Climax (auf Deutsch: Der Höhepunkt) ist ein US-amerikanischer Horrorfilm aus dem Jahre 1944 von George Waggner mit Boris Karloff in der Hauptrolle. Der Geschichte lag ein Stück von Edward Locke zugrunde.

## Handlung
Wien, zur Zeit der Jahrhundertwende. Der Theaterarzt Dr. Friedrich Hohner ermordete einst aus Eifersucht seine Angebetete, die Opernsängerin Marcellina, indem er ihren Hals zudrückte und damit zugleich das zerstörte, was stets zwischen den beiden stand: Ihre glockenhelle Gesangsstimme. Denn Marcellina wollte nicht Hohner zuliebe die Singerei aufgeben, um an seiner Seite zu leben. Als sie ihm auch noch auf den Kopf zusagte, dass sie ihn hassen würde, war es um sie geschehen, und er erwürgte die junge Künstlerin. Dann ließ er ihre Leiche in seinem geräumigen Haus verschwinden und bahrte sie in einer Art Kultraum auf. Seit diesem Tag gilt Marcellina in Theaterkreisen als verschollen. Seine Mordtat hat den verbitterten, alten Doktor langsam in den Wahnsinn getrieben. Immer wieder zieht es ihn an den Tatort, das königliche Theater, zurück, und immer wieder sieht er die gleichen, alten Bilder mit „seiner“ Marcellina vor sich. 
Zehn Jahre später hört Dr. Hohner im Theater aus dem Klavierzimmer die Stimme einer jungen Nachwuchssängerin namens Angela Klatt, die ihn stark an seine tote Geliebte erinnert. Hohner ist aufgebracht, dass Angela, die sich in Begleitung des Pianisten Franz Munzer befindet, ausgerechnet dasjenige Lied singt, das einst Marcellina in Vollendung intoniert hatte. Operndirektor Graf Seebruck ist jedoch hellauf begeistert von Angelas Gesangsstimme und will sie mit dem nächsten Stück „The Magic Voice“ groß herausbringen. Prompt wird die Premiere ein großer Erfolg, und Angela Klatt wird als große Neuentdeckung gefeiert. „Ein neuer Stern ist geboren“ heißt es allenthalben. Auch Hohner ist fasziniert von ihrer Stimme und erzählt Angela von Marcellina und ihrer einzigartigen Opernstimme. Stück für Stück weiht Hohner Angela in das Leben der verschwundenen Marcellina ein. Er legt ihr sogar Marcellinas Halskette um und simuliert, in einem Moment geistiger Abwesenheit, ihre Strangulierung. Auch wenn ihr Hohner doch ein wenig merkwürdig erscheint, so ist Angela doch auch fasziniert von dem eigenartigen Theaterarzt. Schließlich versetzt Dr. Hohner Angela in Hypnose. In diesem Zustand versucht er, in Angelas Unterbewusstsein den Willen einzupflanzen, nie mehr wieder singen zu wollen. Fortan soll Angelas Stimme wieder ausschließlich Marcellina gehören. Hohner gibt ihr ein Parfümflakon mit, der sie stets an Hohners Einflüsterungen während der Hypnose erinnern soll.
Als Angela wieder zu Franz, der nach der glanzvollen Premiere die ganze Zeit auf sie gewartet hatte, zurückkehrt, wirkt sie wie verwandelt. Ihre Fröhlichkeit ist erloschen, sie wirkt sehr ernst. Franz, der sie liebt, macht sich große Sorgen um seine große Liebe. Als Graf Seebruck Angela bei den Proben besucht, bringt sie keinen einzigen Ton heraus, als Dr. Hohner erscheint und sie mit seinem starren Blick durchbohrt. Da sie nicht weiß, was während der Hypnose mit ihr geschah, ist Angela ob ihrer Aussetzer zutiefst verzweifelt. Hohner kann die anderen Theaterleute davon überzeugen, dass Angela absolute Ruhe braucht und das am besten in seinen eigenen vier Wänden. Die Premiere von „The Magic Voice“ findet nun ohne sie statt, statt Angela singt ihre größte Konkurrentin Jarmila Vadek. Hohner schirmt fortan Angela hermetisch von der Außenwelt ab, die Briefe von Franz an seine Freundin wirft er ins Feuer. Einen Moment der Abwesenheit Hohners nutzt derweil Franz, endlich bis Angela vorzudringen. Mit Hilfe von Hohners Haushälterin Luise kann Franz seine Angelas aus Hohners Klauen befreien. Als Hohner zurückkehrt, macht er sich nicht allzu große Sorgen. Denn seine Hypnose wirkt auch in seiner Abwesenheit, sein Einfluss auf Angela scheint ungebrochen.
Franz und der Theaterangestellte Carl beginnen sich nunmehr ihre Gedanken bezüglich Angelas Veränderungen zu machen, und Carl stellt fest, dass Angelas Stimme immer dann versagte, wenn Hohner in der Nähe war. Durch einen Trick können Carl und Franz erreichen, dass der noch jugendliche König höchstselbst eine Royal Performance von „The Magic Voice“ anberaumt, in der unbedingt Angela singen soll. Franz hofft, auf diese Weise Angelas Selbstbewusstsein wiederherstellen zu können. Unmittelbar vor der Sondervorstellung verschafft sich Dr. Hohner Zugang zu Angelas Gemach und insinuiert ihr mit bedrohlichem Gestus, dass sie in Wahrheit doch gar nicht singen wolle. Die Vorstellung hat bereits begonnen, als Carl und Franz nach Angela schauen wollen. Doch Hohner ist mit ihr verschwunden und plant Böses mit ihr. Er will für immer Angelas Stimme zum Verstummen bringen. Im letzten Moment stürmen Franz und Carl in Hohners Haus und retten Angela vor Hohner, der bereits das Skalpell angesetzt hat. Während Franz mit Angela ins Theater zurückkehrt, hält Carl Dr. Hohner mit einem Revolver in Schach. Der versucht noch aus der Ferne durch pure Willenskraft Angela am Singen zu hindern. Doch sie legt auf der Bühne befreit los. In einem Moment der Unachtsamkeit schlägt Hohner Carl nieder und flieht aus dem Theater. Während Angela in der Vorstellung ihrem gesanglichen Höhepunkt entgegenstrebt, eilt Hohner in sein Haus und schließt sich in demjenigen Raum ein, wo er seit zehn Jahren die Leiche Marcellinas aufgebahrt hat. Die Polizei stürmt in das Haus. Da wirft Hohner versehentlich einen Ständer mit offenem Feuer um, der sofort alles in Flammen setzt und die Körper Hohners und Marcellinas verbrennt.

## Produktionsnotizen
The Climax entstand in den Oscar-prämierten Kulissen des im Vorjahr entstandenen Gruselfilmklassikers Phantom der Oper und war ursprünglich als Fortsetzung eben dieses Films konzipiert worden. Susanna Foster spielte in beiden Filmen die weibliche Hauptrolle. Die Uraufführung war am 11. Oktober 1944 in Boston und San Francisco. Der Massenstart fand neun Tage später statt. In Deutschland wurde der Streifen nie gezeigt. 
Originellerweise wurden auch bei The Climax die Filmbauten von John B. Goodman und Alexander Golitzen bzw. die Ausstattung von Russell A. Gausman und Ira S. Webb, obwohl nicht für diesen Film entworfen, für den Oscar nominiert.
Vera West entwarf die Kostüme, Jack P. Pierce schuf die Masken. John P. Fulton sorgte für die fotografischen Spezialeffekte. Joseph Gershenson wirkte ungenannt als Herstellungsleiter.

## Kritiken
Der Movie & Video Guide bezeichnete den Film als ein „straffes Vehikel für Karloff“.
Halliwell’s Film Guide fand, dass der Film „ein gotisches, romantisches Melodram“ sei, mit dem man Kapital aus dem Vorgängerfilm Phantom der Oper schlagen wollte. Resümee: „Merkwürdig einnehmend, mit einem guten, augenrollenden Part für Karloff“.
The New Yorker urteilte 1978, das Ganze sei „ziemlich unerschreckend, was ein wenig ein Handicap“ sei.